# Frontière entre le Massachusetts et le Rhode Island

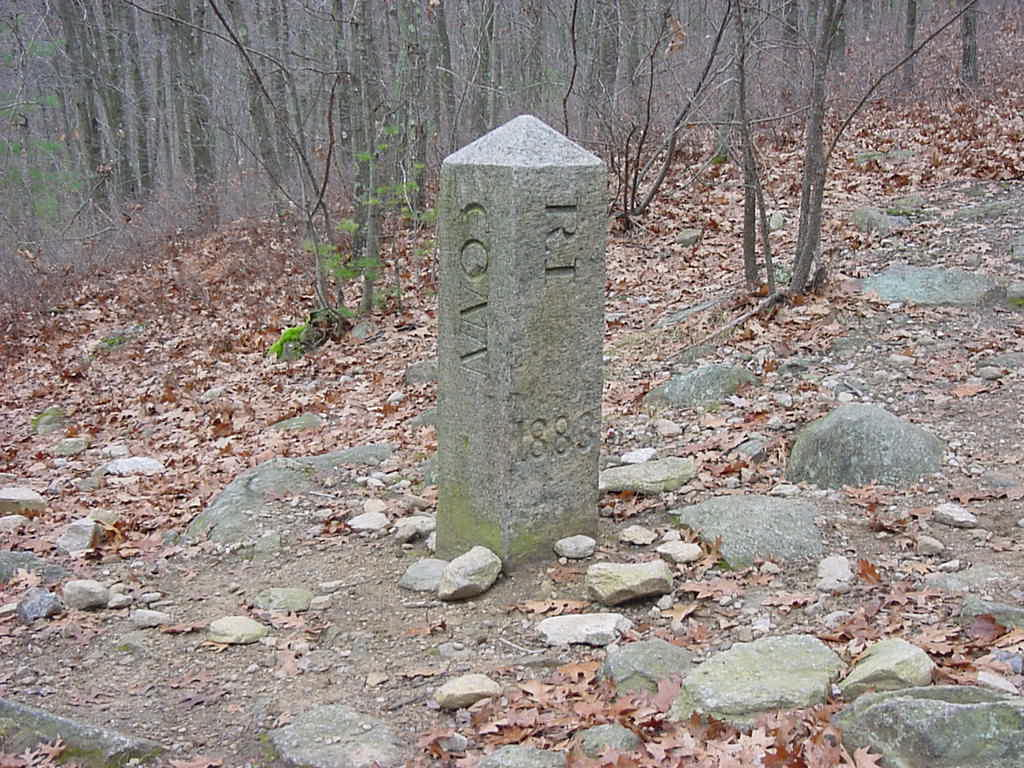
Borne marquant le tripoint Connectictut-Massachusetts-Rhode Island.

La frontière entre le Massachusetts et le Connecticut est une frontière intérieure des États-Unis délimitant les territoires du Massachusetts au nord et le Rhode Island au sud.
Son tracé débute au sud-ouest du Douglas State Forest où elle prend une direction est-est en suivant le 42e parallèle nord au 71° 22' ouest d'où elle prend la direction vers le sud jusqu'à Pawtucket qu'elle contourne à l'est. Puis au-delà de Providence, elle prend la direction sud-est vers Mount Hope Bay, en suivant le cours de la Runnins River. Après avoir traversé la baie au sud-ouest de la ville de Fall River, elle poursuit jusqu'à South Wattupa Pond, elle prend enfin une direction sud pour aboutir dans le Long Island Sound.